# Liste des œuvres d'art des Deux-Sèvres
 (septembre 2022).
Cet article vise à recenser les œuvres d'art dans l'espace public des Deux-Sèvres, en France.

## Liste
Les œuvres sont classées par ordre alphabétique de communes, ou anciennes communes et, au sein de celles-ci, par ordre chronologique d'installation, dans la mesure des informations disponibles.

### Sculptures
| Œuvre                                       | Auteur                                         | Commune                 | Localisation | Notes | Installation | Coordonnées                        | Illustration                                                                                       |
| ------------------------------------------- | ---------------------------------------------- | ----------------------- | --- | --- | ------------ | ---------------------------------- | -------------------------------------------------------------------------------------------------- |
| L'Homme de Bessines                         | Fabrice Hybert                                 | Bessines                | À déterminer | | 1991         | 46° 18′ 07″ nord, 0° 30′ 51″ ouest | Image manquante                                                                                    |
| L'Avare                                     | Frédéric Nobili                                | Bressuire               | Sur la place Pouzineau | | 2006         | 46° 50′ 34″ nord, 0° 29′ 36″ ouest | Image manquante                                                                                    |
| Lion de Bavière                             | Franz Gerhard Seid                             | Bressuire               | Sur la place des Jumelages, au bord de la rue de la Vergne                                                                             | Érigé à côté de la médiathèque en 1993 | À déterminer | à géolocaliser                     | Lion de Bavière                                                                                    |
| Buste de Jean-François Cail                 | Pierre Édouard Charrier                        | Chef-Boutonne           | Sur le rond-point de l'avenue Louis Doignon, de la RD 737 (rue de la Laiterie et rue Maurice Gadioux) et de la rue des Trois Versennes | Représente Jean-François Cail. Érigé vers 1875 dans la cour de la ferme de la Briche, à Rillé. | 2003         | 46° 06′ 20″ nord, 0° 04′ 15″ ouest | Buste de Jean-François Cail                                                                        |
| Buste de Jean-François Cail                 | Pierre Édouard Charrier                        | Chef-Boutonne           | Sur la place Cail, dans une niche de la façade du cinéma-centre culturel                                                               | Représente Jean-François Cail. | À déterminer | à géolocaliser                     | Image manquante                                                                                    |
| Statue du Sacré-Cœur                        | À déterminer                                   | Courlay                 | À déterminer | Représente le Sacré-Cœur de Jésus. | À déterminer | à géolocaliser                     | Statue du Sacré-Cœur                                                                               |
| Buste de Delphin Sagot,                     | Pierre-Marie Poisson                           | Échiré                  | Sur la place de l'Église, dans la cour de la coopérative laitière, en face du quai de réception                                        | | 1910         | 46° 23′ 31″ nord, 0° 24′ 55″ ouest | Image manquante                                                                                    |
| Jeanne d'Arc                                | Copie d'après Adolphe Roberton                 | La Forêt-sur-Sèvre      | Allée des Saules | | À déterminer | à géolocaliser                     | Jeanne d'Arc                                                                                       |
| Buste de Jacques Jallet,                    | À déterminer                                   | La Mothe-Saint-Héray    | Sur la place de l'ancien château, sur le site de l'Orangerie                                                                           | Représente Jacques Jallet. L'original en bronze érigé[Quand ?] sur la place de l'abbé Jallet, devant la mairie est fondu sous le régime de Vichy, dans le cadre de la mobilisation des métaux non ferreux. | À déterminer | à géolocaliser                     | Image manquante                                                                                    |
| Statue de Notre-Dame de Grâce               | À déterminer                                   | Loublande               | Intersection de la rue du Commerce et de la RD 171                                                                                     | Représente Marie et Jésus-Christ. | À déterminer | 46° 58′ 34″ nord, 0° 50′ 38″ ouest | Statue de Notre-Dame de Grâce                                                                      |
| Buste de René Caillié,                      | Étienne-Édouard Suc                            | Mauzé-sur-le-Mignon     | Pont sur le Mignon, Grande rue | Représente René Caillié. L'original de 1842 est fondu sous le régime de Vichy, dans le cadre de la mobilisation des métaux non ferreux.                                                                    | 1949         | 46° 11′ 37″ nord, 0° 40′ 28″ ouest | Image manquante                                                                                    |
| Buste de Jacques Pierre Bujault,            | Léopold Georges Crouzat                        | Melle                   | Sur la place de Strasbourg | Représente Jacques Pierre Bujault. L'original réalisé par Jules Roulleau érigé sur la place de Mairie en 1889 est fondu en 1942, dans le cadre de la mobilisation des métaux non ferreux.                  | 1948         | à géolocaliser                     | Image manquante                                                                                    |
| Le Pont aux roses                           | Françoise Quardon                              | Melle                   | Sur la place René Groussard | | 2002         | 46° 13′ 17″ nord, 0° 08′ 37″ ouest | Image manquante                                                                                    |
| Jeanne d'Arc                                | Copie d'après Adolphe Roberton                 | Montigny                | Sur la place de l'Église | | À déterminer | 46° 47′ 50″ nord, 0° 38′ 35″ ouest | Statue de Jeanne d'Arc à Montigny                                                                  |
| Caïn maudit                                 | Ernest Guilbert                                | Niort                   | Dans le jardin du musée Bernard-d'Agesci                                                                                               | Représente Caïn. Érigée dans le jardin de la Brèche en 1877. | À déterminer | à géolocaliser                     | Image manquante                                                                                    |
| Vases des quatre Saisons                    | Léon Cugnot                                    | Niort                   | Dans le jardin de la Brèche | | 1882         | à géolocaliser                     | Image manquante                                                                                    |
| Giotto enfant                               | Léon François Chervet                          | Niort                   | À l'entrée du musée Bernard-d'Agesci, derrière le portail                                                                              | Représente Giotto di Bondone. Érigée dans le jardin du haut de la Brèche en 1880. | À déterminer | à géolocaliser                     | Giotto enfant« Giotto enfant à Niort », sur À nos grands hommes                                    |
| Buste de Jacques de Liniers,                | Pierre-Marie Poisson                           | Niort                   | Intersection de la rue Alsace-Lorraine et de la rue Bernard-d'Agerci                                                                   | Représente Jacques de Liniers. | 1910         | 46° 19′ 38″ nord, 0° 27′ 29″ ouest | Image manquante                                                                                    |
| Sans titre                                  | Jacques Hondelatte                             | Niort                   | À déterminer | | 1992         | 46° 19′ 26″ nord, 0° 27′ 38″ ouest | Image manquante                                                                                    |
| Statue de Jeanne d'Arc,                     | Copie d'après Charles Desvergnes               | Nueil-les-Aubiers       | Sur la place Jeanne-d'Arc | Représente Jeanne d'Arc. | 1911         | 46° 56′ 12″ nord, 0° 35′ 24″ ouest | Statue de Jeanne d'Arc à Nueil-les-Aubiers                                                         |
| Notre-Dame des Champs                       | À déterminer                                   | Nueil-les-Aubiers       | À déterminer | Représente Marie et Jésus-Christ. | À déterminer | à géolocaliser                     | Notre-Dame des Champs                                                                              |
| Grotte de Lourdes                           | À déterminer                                   | Nueil-les-Aubiers       | À déterminer | Représente Marie et et Bernadette Soubirous. | À déterminer | à géolocaliser                     | Grotte de Lourdes                                                                                  |
| Femme assise                                | Salvator Riolo                                 | Parthenay               | Dans le jardin public | | 1943         | à géolocaliser                     | Image manquante                                                                                    |
| Jeune homme sur un globe                    | À déterminer                                   | Parthenay               | Dans le jardin public | | À déterminer | à géolocaliser                     | Image manquante                                                                                    |
| Le Pain                                     | Louis Albert-Lefeuvre                          | Parthenay               | Sur l'esplanade Georges Pompidou, anciennement place du Drapeau                                                                        | Également appelée La Donneuse de pain. | 1887         | à géolocaliser                     | Le Pain« Le Pain, ou la Donneuse de pain à Parthenay », sur À nos grands hommes                    |
| La Rivière                                  | Pierre Lenoir                                  | Parthenay               | Dans le square Aragon | | 1945         | à géolocaliser                     | La Rivière                                                                                         |
| Le Pèlerin                                  | Étienne                                        | Parthenay               | Sur la place du Vauvert | | 2012         | à géolocaliser                     | Le Pèlerin                                                                                         |
| Lionne                                      | À déterminer                                   | Parthenay               | Dans le jardin public | | À déterminer | à géolocaliser                     | Image manquante                                                                                    |
| Jeanne d'Arc                                | Copie d'après Adolphe Roberton                 | Saint-Amand-sur-Sèvre   | Sur la place Jeanne-d'Arc, au bord de la RD 34, près de l'église Saint-Amand et de la mairie                                           | | À déterminer | 46° 52′ 07″ nord, 0° 47′ 40″ ouest | Statue de Jeanne d'Arc                                                                             |
| Statue du cœur immaculé de Marie            | À déterminer                                   | Saint-Amand-sur-Sèvre   | À déterminer | Représente Marie. | À déterminer | à géolocaliser                     | Statue du cœur immaculé de Marie                                                                   |
| L'apparition de Lourdes                     | À déterminer                                   | Saint-Amand-sur-Sèvre   | RD 34, à côté du terrain de football                                                                                                   | Représente Marie et Bernadette Soubirous. | À déterminer | 46° 51′ 53″ nord, 0° 47′ 22″ ouest | L'apparition de Lourdes                                                                            |
| Statue de Saint Joseph                      | À déterminer                                   | Saint-Amand-sur-Sèvre   | Rue du Stade (RD 34), dans une niche sur la façade de l'école privée Saint Joseph                                                      | Représente Joseph et Jésus-Christ. | À déterminer | à géolocaliser                     | Statue de Saint Joseph                                                                             |
| Statue de Notre-Dame des Champs             | À déterminer                                   | Saint-Amand-sur-Sèvre   | Rue de la Sèvre (RD 154) | Représente Marie et Jésus-Christ. | À déterminer | 46° 51′ 58″ nord, 0° 48′ 03″ ouest | Statue de Notre-Dame des Champs                                                                    |
| Statue de la Vierge de l'Aumônerie          | À déterminer                                   | Saint-Amand-sur-Sèvre   | À déterminer | Représente Marie et Jésus-Christ. | À déterminer | à géolocaliser                     | Statue de la Vierge de l'Aumônerie                                                                 |
| Statue d'Henri de La Rochejaquelein         | Alexandre Falguière                            | Saint-Aubin-de-Baubigné | Intersection de la rue des Jonquilles et de la rue de La-Rochejaquelein (RD 759), au bord du rond-point                                | Représente Henri de La Rochejaquelein. Érigée en 1895 à quelques mètres de son emplacement actuel. | 2011         | 46° 56′ 25″ nord, 0° 41′ 24″ ouest | Statue d'Henri de La Rochejaquelein                                                                |
| Buste de Jean-Zuléma Amussat                | Alphonse Pairault                              | Saint-Maixent-l'École   | Sur la place Chaigneau | Représente Jean-Zuléma Amussat. Érigé sur une fontaine sur la place de l'Abbaye en 1878. Retiré en 1987.                                                                                                   | 1996         | à géolocaliser                     | Image manquante                                                                                    |
| Statue d'Aristide Denfert-Rochereau,        | Jean-Baptiste Baujault                         | Saint-Maixent-l'École   | Sur la place Denfert-Rochereau | Représente Aristide Denfert-Rochereau. | 1880         | 46° 24′ 55″ nord, 0° 11′ 59″ ouest | Aristide Denfert-Rochereau                                                                         |
| Statue de saint Agapit                      | Union internationale artistique de Vaucouleurs | Saint-Maixent-l'École   | Rue du Plan-de-l'Abbaye | Représente Agapet Ier. | 1937         | à géolocaliser                     | Statue de saint Agapit« Monument à saint Agapit à Saint-Maixent-l'École », sur À nos grands hommes |
| Buste de Léon Gambetta                      | À déterminer                                   | Saint-Maixent-l'École   | Allées Jacques-Fouchier | Représente Léon Gambetta. | À déterminer | 46° 24′ 52″ nord, 0° 12′ 05″ ouest | Buste de Léon Gambetta                                                                             |
| Buste du général Alfred Chanzy              | Émile Hugoulin                                 | Saint-Maixent-l'École   | Allées Jacques-Fouchier | Représente Alfred Chanzy. | 1902         | 46° 24′ 52″ nord, 0° 12′ 06″ ouest | Buste du général Alfred Chanzy                                                                     |
| Buste du général Louis Faidherbe            | Jules-Constant Destreez                        | Saint-Maixent-l'École   | Allées Jacques-Fouchier | Représente Louis Faidherbe. | 1902         | à géolocaliser                     | Buste du général Louis Faidherbe                                                                   |
| Buste du général Auguste Gougeard           | Léopold Pierre Antoine Savine                  | Saint-Maixent-l'École   | Allées Jacques-Fouchier | Représente Auguste Gougeard. | 1902         | 46° 24′ 52″ nord, 0° 12′ 06″ ouest | Buste du général Auguste Gougeard                                                                  |
| Buste à l'amiral Jean Bernard Jauréguiberry | François Laurent Rolard                        | Saint-Maixent-l'École   | Allées Jacques-Fouchier | Représente Jean Bernard Jauréguiberry. | 1902         | à géolocaliser                     | Buste à l'amiral Jean Bernard Jauréguiberry                                                        |
| Buste d'Antonin Proust                      | Pierre-Marie Poisson                           | Saint-Maixent-l'École   | Allées Jacques-Fouchier | Représente Antonin Proust. | 1910         | 46° 24′ 48″ nord, 0° 12′ 19″ ouest | Image manquante                                                                                    |
| Statue de la Vierge                         | À déterminer                                   | Saint-Porchaire         | À déterminer | Représente Marie. | À déterminer | à géolocaliser                     | Statue de la Vierge                                                                                |
| Sans titre                                  | Ruslan Korovkov                                | Saint-Sauveur           | Sur la place du Millénaire | | 2006         | 46° 50′ 23″ nord, 0° 29′ 26″ ouest | Sans titre                                                                                         |
| Statue du Sacré-Cœur                        | À déterminer                                   | Saint-Sauveur           | Sur la place du Sacré-Cœur | Représente le Sacré-Cœur de Jésus. | À déterminer | à géolocaliser                     | Statue du Sacré-Cœur                                                                               |
| La Barbarie féconde                         | Ange Leccia                                    | Thouars                 | Tour du Prince de Galles | | 1994         | 46° 58′ 32″ nord, 0° 12′ 44″ ouest | Image manquante                                                                                    |

### Fontaines
| Œuvre             | Auteur       | Commune            | Localisation | Notes | Installation | Coordonnées                        | Illustration                                                                |
| ----------------- | ------------ | ------------------ | --- | ----- | ------------ | ---------------------------------- | --------------------------------------------------------------------------- |
| Fontaine          | À déterminer | Chef-Boutonne      | Sur la place Cail |       | À déterminer | 46° 06′ 32″ nord, 0° 04′ 06″ ouest | Fontaine de Chef-Boutonne                                                   |
| Fontaine          | À déterminer | Courlay            | Intersection de la rue Saillard du Rivault (RD 149) et de la rue du Pied de Roy (RD 175), à côté de l'église Saint-Remy |       | À déterminer | 46° 46′ 46″ nord, 0° 33′ 58″ ouest | Image manquante                                                             |
| Fontaine          | À déterminer | Noirlieu           | Sur la place de la Fontaine                                                                                             |       | À déterminer | 46° 55′ 15″ nord, 0° 25′ 51″ ouest | Fontaine de Noirlieu                                                        |
| Fontaine          | À déterminer | Nueil-les-Aubiers  | Sur la place Saint-Melaine, entre l'église Saint-Melaine et la bibliothèque                                             |       | À déterminer | 46° 57′ 18″ nord, 0° 35′ 24″ ouest | Image manquante                                                             |
| La Porteuse d'eau | À déterminer | Parthenay          | Sur la place des Bancs                                                                                                  |       | À déterminer | à géolocaliser                     | La Porteuse d'eau« La Porteuse d'eau à Parthenay », sur À nos grands hommes |
| Fontaine          | À déterminer | Thouars            | Sur la place Berton, au bord de la rue du Jeu de Paume, devant la chapelle Jeanne d'Arc                                 |       | À déterminer | 46° 58′ 36″ nord, 0° 12′ 54″ ouest | Fontaine de Thouars                                                         |
| Fontaine          | À déterminer | Villiers-sur-Chizé | Sur la place Jean de la Fontaine, devant la mairie                                                                      |       | À déterminer | 46° 05′ 55″ nord, 0° 18′ 03″ ouest | Fontaine de Villiers-sur-Chizé                                              |

### Œuvres disparues ou retirées
| Œuvre                                          | Auteur                                      | Commune               | Localisation                             | Notes | Installation | Coordonnées    | Illustration |
| ---------------------------------------------- | ------------------------------------------- | --------------------- | ---------------------------------------- | --- | ------------ | -------------- | --- |
| Premier bain,                                  | Gaston Veuvenot Leroux                      | Bressuire             | Dans le square de la gare                | Fondue sous le régime de Vichy, dans le cadre de la mobilisation des métaux non ferreux. | 1887         | à géolocaliser | Image manquante |
| Triptolème enseignant l'agriculture            | Léon Charles Fourquet                       | Niort                 | Dans le jardin des plantes               | Représente Triptolème. Retirée[Quand ?] et conservée dans les réserves du musée Bernard d'Agesci. | 1874         | à géolocaliser | Image manquante |
| Esclave pendant la vente                       | Léon Pilet                                  | Niort                 | Dans le jardin de la Brèche              | Vandalisée en 1998, elle est retirée et placée dans la bibliothèque du musée Bernard-d'Agesci. | 1880         | à géolocaliser | Image manquante |
| Buste d'Amable Ricard,                         | Jean-Baptiste Baujault                      | Niort                 | Sur la place du Donjon                   | Représentait Amable Ricard. Fondu en 1942, dans le cadre de la mobilisation des métaux non ferreux. Le piédestal en marbre, resté vide est retiré en 2010 et conservé dans les réserves du musée Bernard d'Agesci.                                                                 | 1880         | à géolocaliser | Buste d'Amable Ricard« Monument à Amable Ricard à Niort », sur À nos grands hommes,« Monument à Amable Ricard à Niort », sur e-monumen |
| Faune,                                         | Lange Guglielmo                             | Niort                 | Dans le jardin de la brèche              | Également appelé Un suivant de Bacchus. Fondue en 1942, dans le cadre de la mobilisation des métaux non ferreux. | 1880         | à géolocaliser | Image manquante |
| Persée et la Gorgone                           | Laurent Marqueste                           | Niort                 | Dans le jardin de la Brèche              | Fondue en 1942, dans le cadre de la mobilisation des métaux non ferreux. | 1880         | à géolocaliser | Image manquante |
| Achille                                        | Jules-Isidore Lafrance                      | Niort                 | Dans le jardin du haut de la Brèche      | Représente Achille. Vandalisée en 2003, elle est retirée. Placée en 2012 dans le jardin du musée Bernard-d'Agesci. | 1881         | à géolocaliser | Achille« Achille à Niort », sur À nos grands hommes                                                                                    |
| Somnolence                                     | Frédéric-Étienne Leroux                     | Niort                 | Dans le jardin du haut de la Brèche      | Vandalisée en 2003, elle est retirée. Placée[Quand ?] dans le jardin du musée Bernard-d'Agesci. | 1881         | à géolocaliser | Somnolence« Somnolence à Niort », sur À nos grands hommes                                                                              |
| Apollon du Belvédère                           | Copie d'après Léocharès par Hubert Le Sueur | Niort                 | Dans le jardin du haut de la Brèche      | Retirée[Quand ?] et placée en 2020 dans le grand hall du musée Bernard-d'Agesci. | 1881         | à géolocaliser | Apollon du Belvédère« Apollon du Belvédère à Niort », sur À nos grands hommes                                                          |
| Enfance de Bacchus,                            | Amédée Doublemard                           | Niort                 | Dans le jardin des plantes               | Fondue en 1942, dans le cadre de la mobilisation des métaux non ferreux. | 1882         | à géolocaliser | Image manquante |
| L'Espérance (monument aux morts de 1870-1871), | André-Louis-Adolphe Laoust                  | Niort                 | Sur la place Saint-Jean                  | Également appelée Spes. Fondu en 1942, dans le cadre de la mobilisation des métaux non ferreux. Le piédestal-fontaine resté vide est retiré en 1960. | 1884         | à géolocaliser | Image manquante |
| Buste de Thomas Main,                          | Pierre-Marie Poisson                        | Niort                 | Dans le square entre les deux ponts Main | Fondu en 1942, dans le cadre de la mobilisation des métaux non ferreux. | 1903         | à géolocaliser | Image manquante |
| Statue du monument aux Quatre Largeau,         | Paul Moreau-Vauthier                        | Niort                 | À côté du donjon                         | Représentait Victor Largeau, Fernand Largeau et Victor Emmanuel Largeau. Fondue en 1942, dans le cadre de la mobilisation des métaux non ferreux. Le piédestal reste vide. | 1933         | à géolocaliser | Image manquante |
| Statue de Judith,                              | À déterminer                                | Saint-Maixent-l'École | Sur la place des Halles                  | Érigée dans les allées Jacques-Fouchier en 1892. Retirée pour ériger le monument de la défense nationale à la place et installée à l'extrémité ouest des allées Jacques-Fouchier en 1902. Fondue sous le régime de Vichy, dans le cadre de la mobilisation des métaux non ferreux. | 1913         | à géolocaliser | Image manquante |